# Centropogon unduavensis
Centropogon unduavensis är en klockväxtart som först beskrevs av Nathaniel Lord Britton, och fick sitt nu gällande namn av Alexander Zahlbruckner. Centropogon unduavensis ingår i släktet Centropogon och familjen klockväxter. Inga underarter finns listade i Catalogue of Life.